# Cockerham
Cockerham är en ort och civil parish i Storbritannien.   Den ligger i grevskapet Lancashire och riksdelen England, i den centrala delen av landet, 300 km nordväst om huvudstaden London. Cockerham ligger 20 meter över havet och antalet invånare är 671.
Terrängen runt Cockerham är platt västerut, men österut är den kuperad. En vik av havet är nära Cockerham västerut.Runt Cockerham är det tätbefolkat, med 319 invånare per kvadratkilometer. Närmaste större samhälle är Fylde, 15,8 km söder om Cockerham. Trakten runt Cockerham består i huvudsak av gräsmarker.